# Islip (Northamptonshire)
Islip è un villaggio e parrocchia civile dell'Inghilterra, appartenente alla contea del Northamptonshire.